# Складування
Складування — це дії з утримання матеріальних цінностей на складі. Належить до логістичної підсистеми зберігання, яке є ширшим поняттям, оскільки охоплює інші операції з переробки товарів на складах: розвантаження, приймання, сортування, постановка на власне зберіганні, виймання, комплектація, очікування (вистойка), завантаження (логістичне), документальне оформлення всіх операцій.